# Mariné Russo
Mariné Russo (* 9. Januar 1980 in Quequén) ist eine ehemalige argentinische Hockeyspielerin. Sie gewann mit der argentinischen Nationalmannschaft bei Olympischen Spielen zwei Bronzemedaillen und war Weltmeisterin 2002 sowie 2010.

## Sportliche Karriere
Ende 2002 fand die Weltmeisterschaft in Perth statt. Die Argentinierinnen gewannen ihre Vorrundengruppe und bezwangen im Halbfinale die Australierinnen mit 1:0. Im Finale siegten sie im Siebenmeterschießen gegen die Niederländerinnen. Zwei Jahre darauf bei den Olympischen Spielen 2004 in Athen belegten die Argentinierinnen in der Vorrunde den zweiten Platz. Im Halbfinale unterlagen sie den Niederländerinnen im Siebenmeterschießen, gewannen aber das Spiel um die Bronzemedaille mit 1:0 gegen die Chinesinnen.
2006 bei der Weltmeisterschaft in Madrid belegten die Argentinierinnen in der Vorrunde den zweiten Platz hinter den Australierinnen. Im Halbfinale unterlagen sie den Niederländerinnen mit 1:3, im Spiel um Bronze besiegten sie die Spanierinnen mit 5:0. Im Jahr darauf gewannen die Argentinierinnen bei den Panamerikanischen Spielen in Rio de Janeiro. Bei den Olympischen Spielen 2008 in Peking belegten die Argentinierinnen in ihrer Vorrundengruppe den zweiten Platz hinter den Deutschen, wobei die Argentinierinnen den direkten Vergleich mit 4:0 gewonnen hatten. Im Halbfinale unterlagen sie den Niederländerinnen mit 2:5. Im Spiel um den dritten Platz trafen die Argentinierinnen wieder auf die Deutschen und siegten mit 3:1. 2010 war Argentinien Gastgeber der Weltmeisterschaft in Rosario. Die Argentinierinnen gewannen alle fünf Spiele in der Vorrunde und bezwangen im Halbfinale die Deutschen mit 2:1. Im Finale gewannen sie gegen die niederländische Mannschaft mit 3:1.